# Otto-Hahn-Schule (Hanau)
Die Otto-Hahn-Schule (oftmals mit OHS abgekürzt) ist eine Kooperative Gesamtschule in der hessischen Stadt Hanau im Stadtteil Kesselstadt. Ungefähr 2.000 Schüler besuchen die Schule.

## Allgemeines
Als eine von Hessens 31 Europaschulen fördert sie im Gymnasium und der gymnasialen Oberstufe insbesondere sprachbegabte Kinder durch bilingualen Unterricht (dieser wird in der Regel in der Fremdsprache Englisch erteilt) und einer Reihe von projektorientierten Austauschprogrammen.
In ihrer Wesensart als kooperative Gesamtschule vereinigt sie unter einem Dach ein Gymnasium mit gymnasialer Oberstufe sowie Haupt- und Realschule.
Jede Schulform hat ihre eigene Schulzweigleiterin oder ihren eigenen Schulzweigleiter. Je nach eingeschlagenem Bildungszweig können (qualifizierender) Hauptschulabschluss, Realschulabschluss und Abitur erworben werden. Das kooperative Schulsystem der Otto-Hahn-Schule ermöglicht im Einzelfall eine schulinterne Korrektur der eingeschlagenen Schullaufbahn.
Als erste hessische Schule wurde die Otto-Hahn-Schule Hanau vom Bundesverband der deutschen Arbeitgeber im Oktober 2000 zum mathematisch-informatisch-naturwissenschaftlich-technischen Excellence-Center (MINT-EC) ernannt.
So fördert die Otto-Hahn-Schule den Unterricht in den Fächern Mathematik und Informatik sowie in den Naturwissenschaften und im Bereich der Technik besonders, wobei das Fach der Informatik für Gymnasialschüler erst ab der 9. Klasse als Wahlfach zur Verfügung steht.
Mit Beginn des Schuljahres 2005/2006 wurde die Schulzeit des gymnasialen Zweigs auf acht Jahre verkürzt. Nach Auswertung der damit gemachten Erfahrungen wurde zum Schuljahr 2011/2012 wieder auf das Schulsystem mit neun Jahren umgestellt.
Es gibt verschiedene Arbeitsgemeinschaften sowie eine Mensa, die auch eine warme Küche anbietet.
Nach den Osterferien des Schuljahres 2010/2011 wurde bei laufendem Schulbetrieb abschnittsweise mit der vollständigen energetischen und brandschutztechnischen Sanierung des Hauptgebäudes der Otto-Hahn-Schule begonnen. Der Umfang der Arbeiten entspricht fast einem Neubau, da lediglich das (teilweise modifizierte) Dach auf seinen Stützen stehen bleibt. Mit Beginn des Schuljahres 2012/2013 konnte der Unterricht im sanierten Obergeschoss wieder aufgenommen und das neue Brüder-Grimm-Forum (Aula mit Bühne) im Erdgeschoss genutzt werden. Nachfolgend wurde der Trakt der Naturwissenschaften nach gleichem Prinzip auf dem neuesten Stand gebracht. Ein neuer Grundriss mit einem Lichthof und der Wegfall der gestuften Hörsäle ermöglichten viel Tageslicht in allen Unterrichts- und in fast allen Nebenräumen. Zur Zeit (Herbst 2017) laufen die entsprechenden Arbeiten in den Gebäudeteilen, in denen früher Musik, Erdkunde sowie "Werken" (Holz, Metall, Keramik) unterrichtet wurde. Verbunden mit diesem Umbau ist eine räumliche Umgruppierung der Arbeitsbereiche sowie eine grundlegende Änderung der Raumkonzeption, in deren Folge die Werkstätten mit ihrer spezifischen Ausstattung ersatzlos wegfallen.

## Bekannte ehemalige Schüler
- Erhard Rohrbach (* 1956), Bürgermeister der Stadt Maintal (1995–2001, 2004–2015), Abitur
- Gerd Krämer (* 1957), Staatssekretär im Hessischen Ministerium für Wissenschaft und Kunst, Abitur 1976
- Bettina Müller (* 1959), Politikerin (SPD), Bundestagsabgeordnete, Abitur 1978
- Claus Kaminsky (* 1959), amtierender Oberbürgermeister der Stadt Hanau, Abitur 1980
- Jörg Stürzebecher (1961–2020), Design- und Kunsttheoretiker, Kritiker, Hochschullehrer, Abitur
- Martin Hoppe (* 1968), Heimatforscher, Abitur 1987
- Linus Volkmann (* 1973), Musikjournalist[3]
- Tanja Bruske (* 1978), Autorin und Journalistin, Abitur 1998
- Gülmisal Güder (* 1979), Oberärztin, Hochschullehrerin (Professur Terminale Herzinsuffizienz), Abitur 1998[4]